# Joaquim Maria Pamplona Corte Real
 Joaquim Maria Pamplona Corte Real  (Angra do Heroísmo,  ?? — Angra do Heroísmo, 23 de Maio de 1877) foi um militar e político português. 

## Biografia
Entrou na Revolução Liberal do dia 22 de Junho de 1828, como porta-estandarte, e tomou parte activa na Contenda do Pico do Seleiro, Pico do Seleiro, comandando como 2.° tenente, a força de artilharia, que lhe foi destinada, e bem assim tomou parte na defesa da ilha Terceira, onde ficou no Regimento de Guarnição nº 1, Aquartelado no Fortaleza de São João Baptista, depois da partida do Exército libertador. 
Era comendador da Ordem de Cristo e major de artilharia. Foi filho de Agapito Pamplona Rodovalho, e de D. Maria Narcisa Barcelos Pamplona e irmão de Militão Pamplona Corte Real e Júlio Pamplona Corte Real, ambos Militares do Exército Português.